# Sasaki Takaoki
Sasaki Takaoki (japanisch 佐々木 隆興; geboren 5. Mai 1878 in Tōkyō; gestorben 31. Oktober 1966 ebenda) war ein japanischer Mediziner und Krebsforscher. Er wurde 1935, 1936, 1939 und 1941 für den Nobelpreis vorgeschlagen.

## Leben und Wirken
Sasaki Takaoki, der aus einer Medizinerfamilie stammte, besuchte die „Schule des Vereins für Deutschlandkunde“ (獨逸学協会学校, Doitsu-gaku kyōkai gakkō), der Vorläufereinrichtung der Dokkyō-Universität und studierte dann an der Universität Tōkyō unter Kumagawa Muneo (隈川 宗雄; 1858–1918). Er ging auf eigene Kosten nach Deutschland und studierte bei Franz Hofmeister (Universität Straßburg), dann bei Emil Fischer, Julius Morgenroth, Wilhelm His, Ernst Joseph Friedmann u. a. an der Friedrich-Wilhelm-Universität Berlin.
1926 wurde Sasaki Professor an der Universität Kyōto. Er zog sich nach 5 Jahren von der Universität zurück und trat sein Amt als Direktor des Kyōunkodō-(杏雲堂病院)-Krankenhauses an, das von seinem Großvater Sasaki Tōyō (佐々木 東洋; 1839–1918) gegründet worden war. Er gründete das „Sasaki Research Institute“ und forschte als dessen Direktor an Proteinen und Aminosäuren. 1924 wurde er mit dem „Onshi-shō“ (恩賜賞) der  Japanischen Akademie der Wissenschaften ausgezeichnet. 1936 erhielt er, zusammen mit Yoshida Tomizō, zum zweiten Mal diesen Preis, und zwar für „Experimentelle gemeinsame Forschung zur Bildung von Leberkrebs durch orale Verabreichung von Orthoamidoazotoluol“. 1936 wurde Sasaki in die Deutsche Akademie der Naturforscher Leopoldina aufgenommen.
1940 wurde Sasaki mit dem Kulturorden ausgezeichnet und 1951 nachträglich als Person mit besonderen kulturellen Verdiensten geehrt.